# Babaï (oblast de Kharkiv)
Babaï (ukrainien : Бабаї ; russe : Бабаи) est une commune urbaine de l'oblast de Kharkiv, en Ukraine. Elle compte 6 594 habitants en 2021.

## Géographie
La commune est arrosée par la rivière Oudy, affluente du Donets, dans le bassin hydrographique du fleuve Don. Elle se trouve à 11 kilomètres au sud de la ville de Kharkiv.

## Lieux d'intérêt

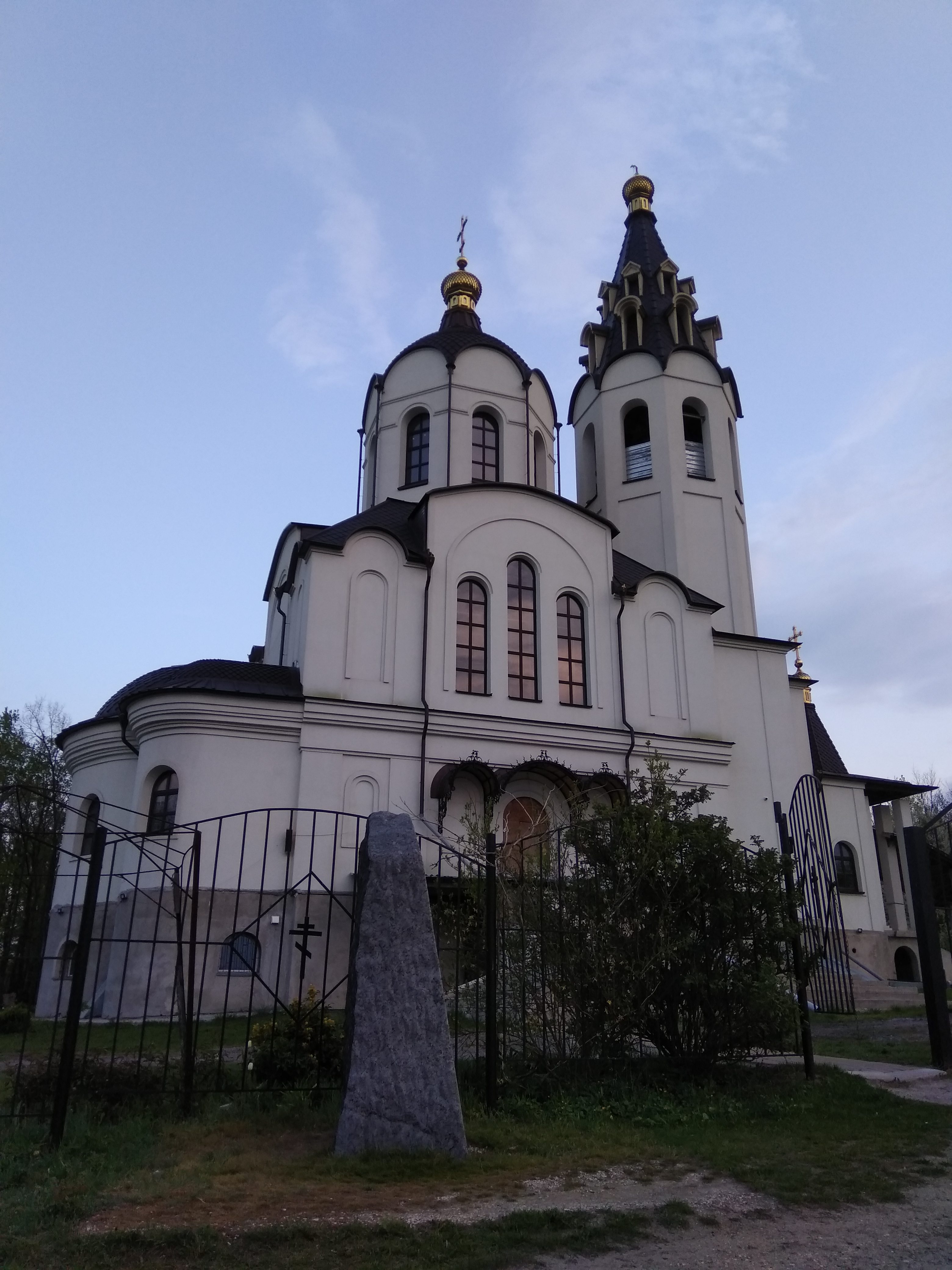
Cathédrale orthodoxe st-Michel.
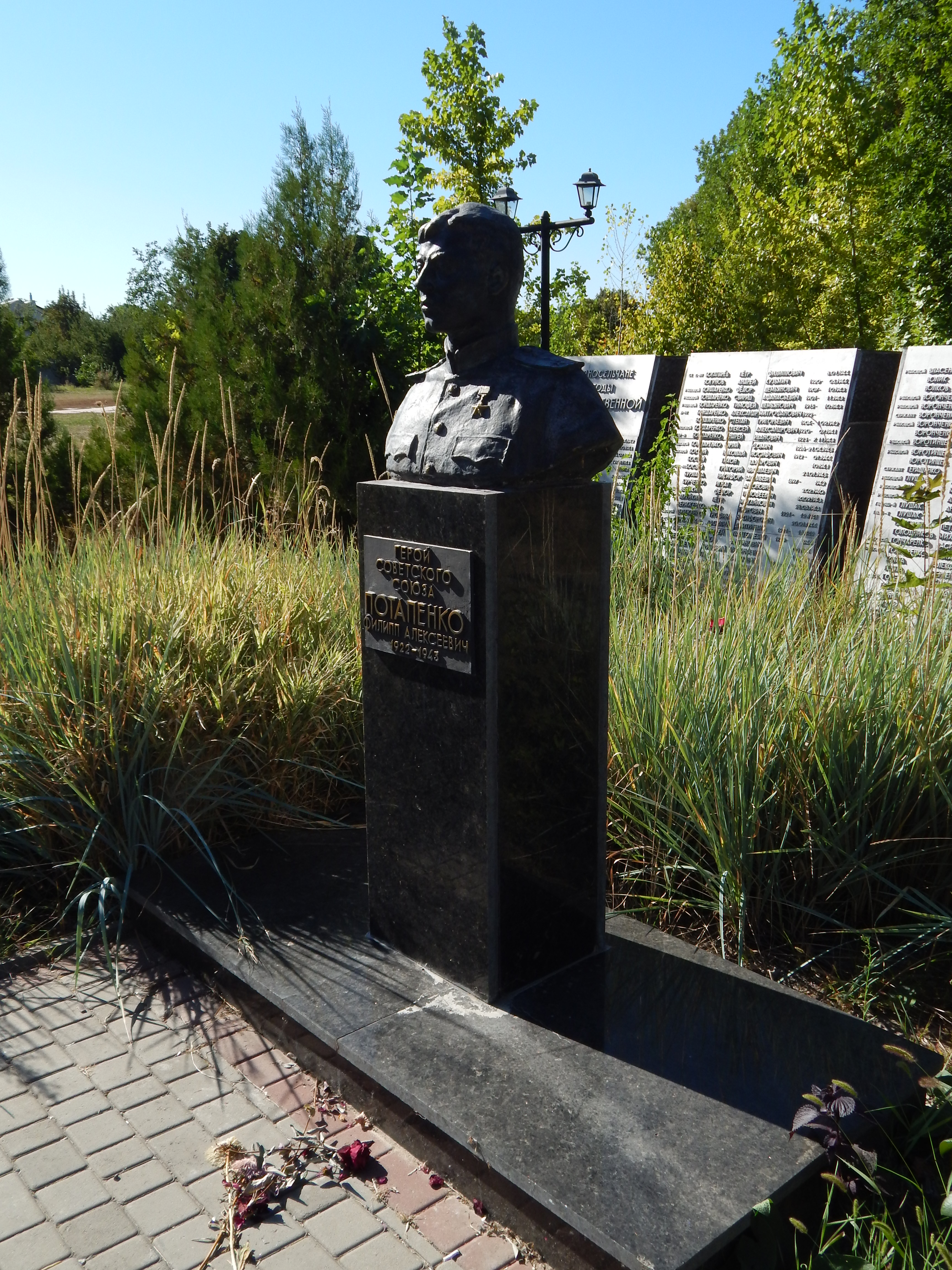
Buste de Philippe Potapenko, classé[2],
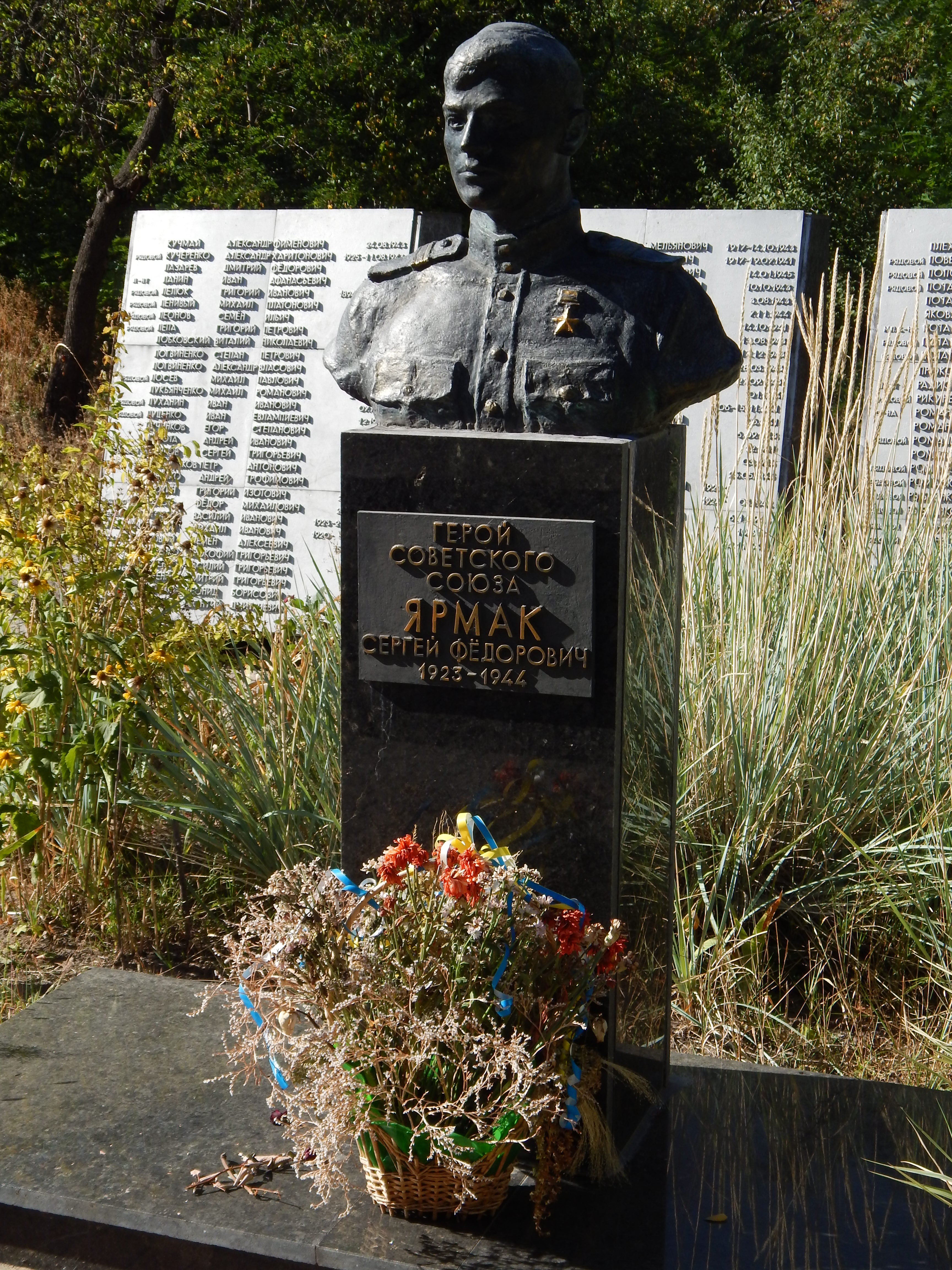
Buste de Serhiï Yarmak, classé[3],
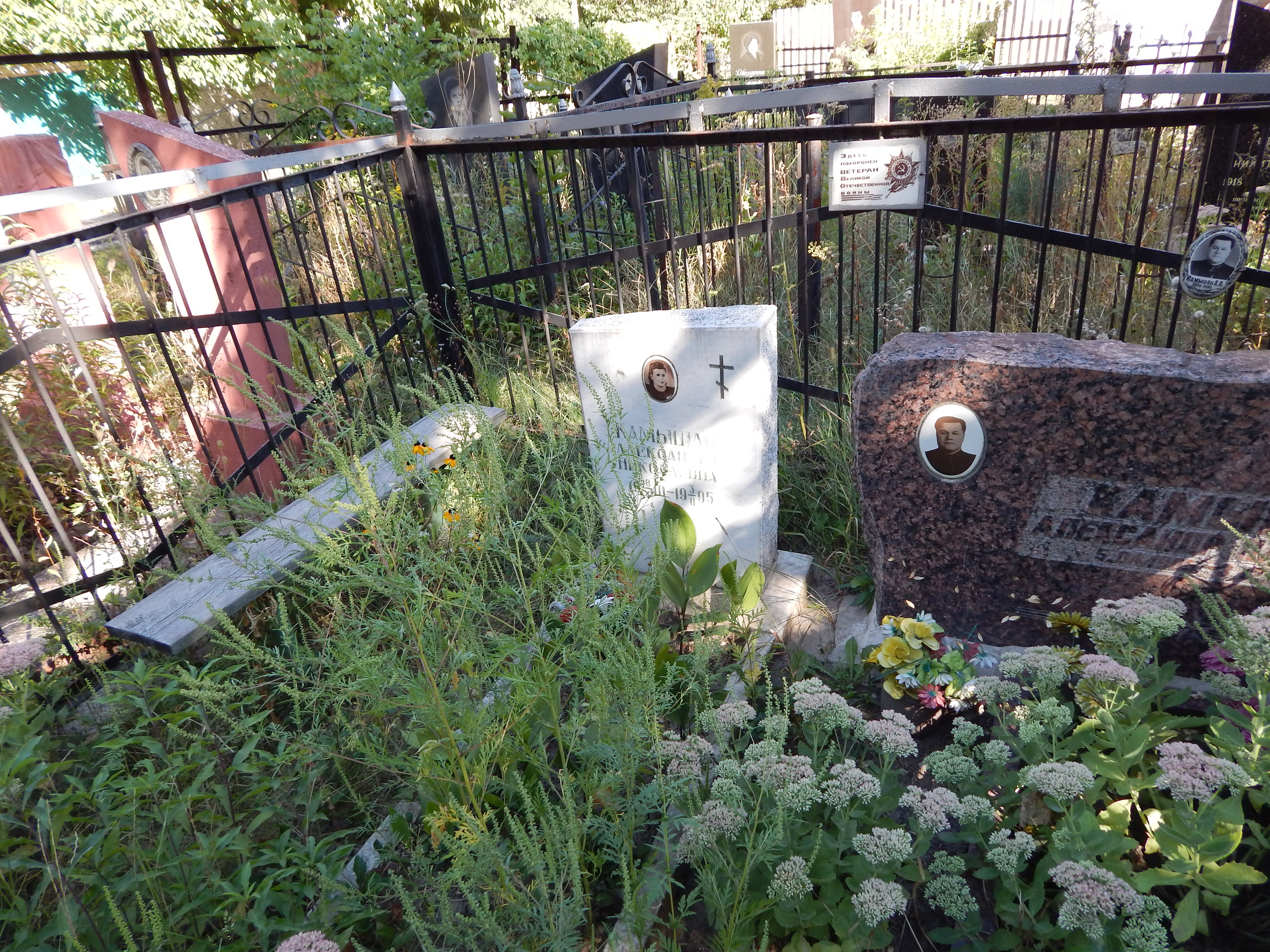
tombe d'Olesksandre Kamyshan, classé[4],
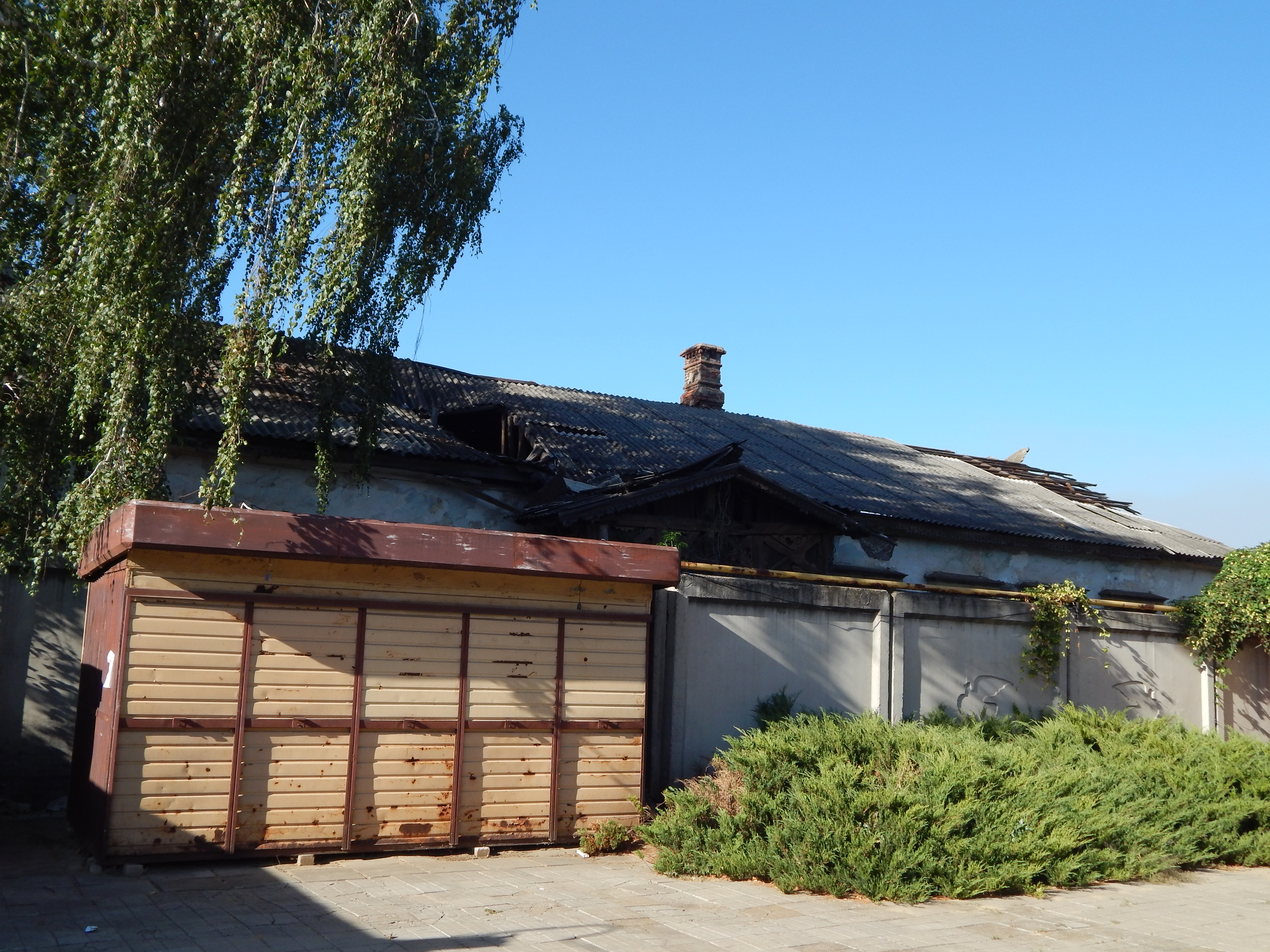
Le manoir de Chsherbinins, classé[5] à Babaï.